# 天津经济技术开发区国际学校
39°01′54″N 117°16′33″E / 39.03169889999999°N 117.2757215°E
天津经济技术开发区国际学校  是一座位于天津津南区的国际学校。

## 历史
天津经济技术开发区国际学校天津分校创建于1994年。目前有来自32个国家的450名学生，超过70名国际教师。

## 学院
学校有2座大楼，还有：
- 400米田径跑道
- 全场足球场
- 体育馆2个篮球场+3排球场
- 顶点爬墙
- 500个座位剧场
- 中超过30,000条多语言资源
- 2个计算机实验室，超过100台MacBook，超过100台iMac
- 五个科学实验室
- 音乐和戏剧工作室和五个现代化练习室
- 一个自助餐厅，咖啡厅（咖啡师）和两个学生休息室
- 超过70个现代化的教室有投影机和交互式白板
- 全配备视觉艺术工作室